# Oak Bay-Gordon Head (circonscription britanno-colombienne)
Pour les articles homonymes, voir Oak Bay.
Circonscription électorale provinciale du Canada
Oak Bay-Gordon Head est circonscription provinciale de la Colombie-Britannique représentée à l'Assemblée législative de la Colombie-Britannique depuis 1979.

## Géographie
La circonscription représente la ville de Oak Bay dans son intégralité, ainsi que des parties de Saanich et Victoria sur l'île de Vancouver. 
Le quartier de Gordon Head (en) de la ville de Saanich, ainsi que la baie Cadboro (en). 
Les quartiers Victoria compris dans la circonscription sont Jubilee et Gonzales à l'est de la rue Richmond,. L'Université de Victoria, le Camosun College Lansdowne campus et le Jubilee Hospital sont localisés dans les limites de la circonscription.

## Liste des députés
| Législature                                          | Années                                               | Député                                               | Député                                               | Parti                                                |
| Oak Bay-Gordon Head Circonscription issue de Oak Bay | Oak Bay-Gordon Head Circonscription issue de Oak Bay | Oak Bay-Gordon Head Circonscription issue de Oak Bay | Oak Bay-Gordon Head Circonscription issue de Oak Bay | Oak Bay-Gordon Head Circonscription issue de Oak Bay |
| ---------------------------------------------------- | ---------------------------------------------------- | ---------------------------------------------------- | ---------------------------------------------------- | ---------------------------------------------------- |
| 32e                                                  | 1979–1983                                            |                                                      | Brian Smith                                          | Créditiste                                           |
| 33e                                                  | 1983–1986                                            |                                                      | Brian Smith                                          | Créditiste                                           |
| 34e                                                  | 1986–1989                                            |                                                      | Brian Smith                                          | Créditiste                                           |
| 34e                                                  | 1989-1991                                            |                                                      | Elizabeth Cull (en)                                  | Néo-démocrate                                        |
| 35e                                                  | 1991–1996                                            |                                                      | Elizabeth Cull (en)                                  | Néo-démocrate                                        |
| 36e                                                  | 1996–2001                                            |                                                      | Ida Chong (en)                                       | Libéral                                              |
| 37e                                                  | 2001–2005                                            |                                                      | Ida Chong (en)                                       | Libéral                                              |
| 38e                                                  | 2005–2009                                            |                                                      | Ida Chong (en)                                       | Libéral                                              |
| 39e                                                  | 2009–2013                                            |                                                      | Ida Chong (en)                                       | Libéral                                              |
| 40e                                                  | 2013–2017                                            |                                                      | Andrew J. Weaver                                     | Vert                                                 |
| 41e                                                  | 2017–2020                                            |                                                      | Andrew J. Weaver                                     | Vert                                                 |
| 41e                                                  | janv.-nov. 2020                                      |                                                      | Andrew J. Weaver                                     | Indépendant                                          |
| 42e                                                  | 2020–2024                                            |                                                      | Murray Rankin                                        | Néo-démocrate                                        |
| 43e                                                  | 2024–en cours                                        |                                                      | Diana Gibson (en)                                    | Néo-démocrate                                        |

## Résultats électoraux

Frontière de la circonscription en 2015.
Frontière de la circonscription en 2023.